# Anton Gigl (stucator)

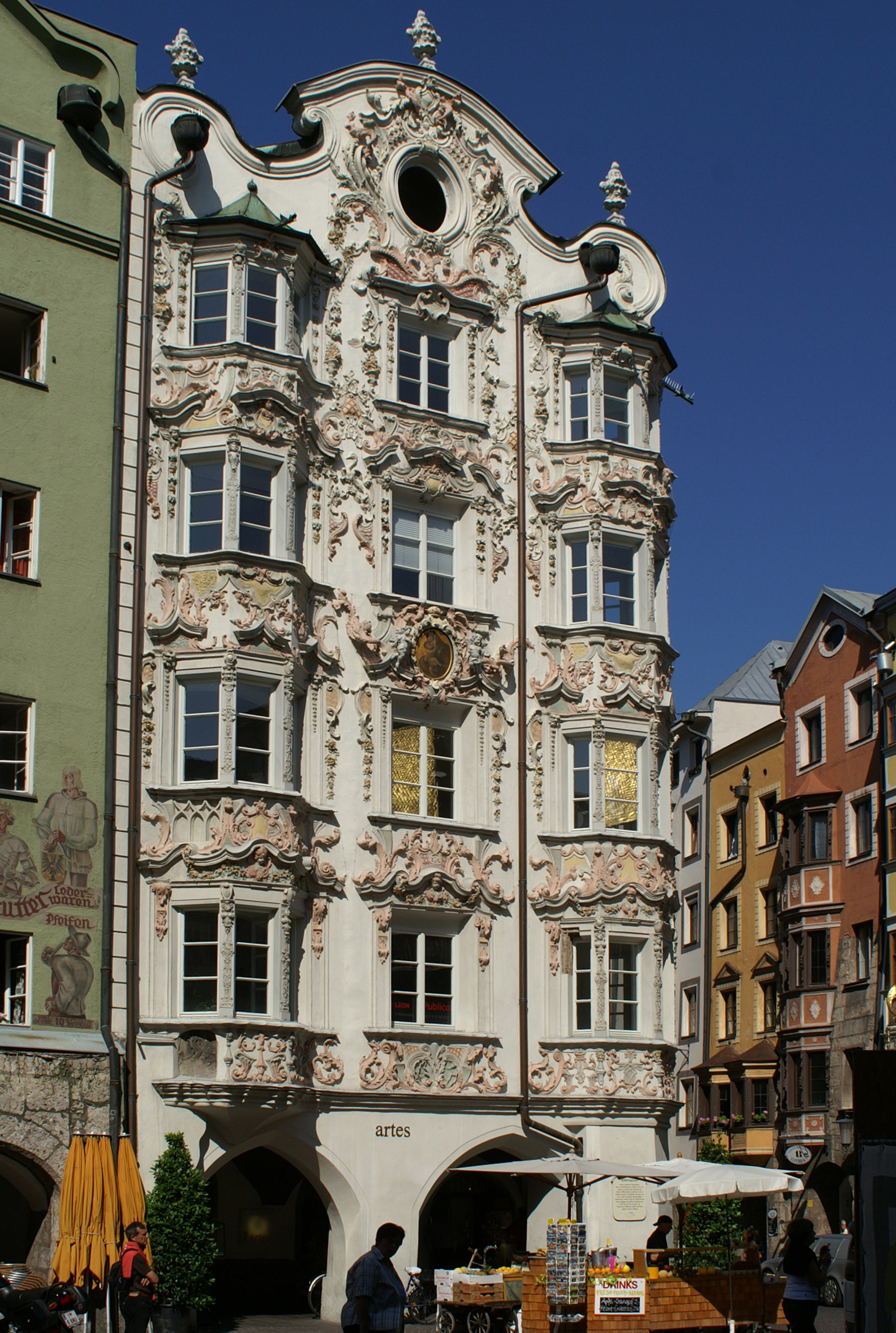
Faţada clădirii Helblinghaus din Innsbruck.

Anton Gigl (n. înainte de 1720, Wessobrunn; d. 1769, Innsbruck) a fost un stucator de la Școala din Wessobrunn.
Anton și fratele său Augustin, care proveneau din familia de stucatori din Wessobrunn Gigl, s-au stabilit prin 1720 la Innsbruck, și au fost principalii realizatori de stucaturi din regiune. Un alt membru al familiei, Johann Georg Gigl (1710–1765), a rămas în Germania.
Anton Gigl a realizat stucatura din holul clădirii Landhaus din Innsbruck (prin 1730), fațada clădirii Helblinghaus din Innsbruck și numeroase fațade și interioare de biserici, printre care Domul din Brixen, biserica mănăstirii din Neustift im Stubaital, Mănăstirea Wilten și bisericile parohiale din Arzl, Axams, Fulpmes, Kundl, Mieders, Rattenberg și St. Johann im Tessin.